# Mimocoelosterna flavescens
Mimocoelosterna flavescens är en skalbaggsart som beskrevs av Stefan von Breuning 1940. Mimocoelosterna flavescens ingår i släktet Mimocoelosterna och familjen långhorningar.
Artens utbredningsområde är Burma. Inga underarter finns listade i Catalogue of Life.